# Dálnice a rychlostní silnice v Polsku
Dálnice a rychlostní silnice v Polsku jsou součástí národní silniční sítě. K 26. prosinci 2024 zde bylo 1884,6 km dálnic a 3342,7 km rychlostních silnic (dohromady 5227,3 km). Po ukončení všech plánovaných úseků bude v Polsku asi 2100 km dálnic a asi 6077 km rychlostních silnic (dohromady asi 8177 km). Polské dálnice se značí písmenem A jako Autostrada, rychlostní silnice se značí písmenem S.
Na polských dálnicích smějí osobní automobily a motocykly jezdit rychlostí až 140 km/h (stejně jako na bulharských), na rychlostních silnicích 120 km/h, pokud jsou dva pruhy pro jeden směr jízdy, jinak jen 100 km/h. Pro auta s přívěsem[zdroj?] však, stejně jako pro nákladní automobily, platí všude limit 80 km/h.

## Seznam dálnic a rychlostních silnic v Polsku

Vývoj výstavby od roku 2000

| Dálnice            | Města                                                                      | Plánovaná délka | Geodata  |
| ------------------ | -------------------------------------------------------------------------- | --------------- | -------- |
| A1                 | Rusocin – Toruň – Lodž – Čenstochová – Gliwice – Gorzyczki → (D1)          | 568 km          | OSM, WMF |
| A2                 | → Świecko – Poznaň – Lodž – Varšava – Siedlce – Kukuryki → (M1)            | 610 km          | OSM, WMF |
| A4                 | → Jędrzychowice – Vratislav – Katovice – Krakov – Řešov – Korczowa → (M10) | 670 km          | OSM, WMF |
| A6                 | → Kołbaskowo – Štětín                                                      | 29 km           | OSM, WMF |
| A8                 | Bielany Wrocławskie (napojení na A4) – Vratislav                           | 27,4 km         | OSM, WMF |
| A18                | → Olszyna – Krzyżowa (napojení na A4 nedaleko Bolesławce)                  | 78 km           | OSM, WMF |
| A50                | Centralny Port Komunikacyjny – Mszczonów – Tarczyn – Mińsk Mazowiecki      | 114 km          | —        |
| Rychlostní silnice | Města                                                                      | Plánovaná délka |          |
| S1                 | Pyrzowice – Bielsko-Biała – Zwardoń → (D3)                                 | 142 km          |          |
| S2                 | Konotopa (A2) – Lubelska (A2)                                              | 35,6 km         |          |
| S3                 | Świnoujście – Lubawka →                                                    | 478,2 km        |          |
| S5                 | Ostróda (S7) – Bolków (S3)                                                 | 413,2 km        |          |
| S6                 | Kołbaskowo (A6) – Rusocin (A1)                                             | 425,4 km        |          |
| S1                 | Gdaňsk (A1) – Rabka-Zdrój (DK7)                                            | 726,2 km        |          |
| S8                 | Kladsko (DK8) – Białystok (S19)                                            | 615,5 km        |          |
| S10                | Štětín (A6) – Naruszewo (S50)                                              | 459,8 km        |          |
| S11                | Koszalin (S6) – Piekary Śląskie (A1)                                       | 554,2 km        |          |
| S12                | Piotrków Trybunalski (A1) – Dorohusk-Jahodyn →                             | 319 km          |          |
| S14                | Lodž okruh (A2 – S8)                                                       | 40,1 km         |          |
| S16                | Olsztyn (S51) – Ełk (S61) – Knyszyn (S19)                                  | 230 km          |          |
| S17                | Varšava (S8) – Hrebenne →                                                  | 321,6 km        |          |
| S1                 | → Kuźnica Białostocka – Barwinek →                                         | 595,2 km        |          |
| S22                | Elbląg – Grzechotki →                                                      | 50,2 km         |          |
| S50                | Centralny Port Komunikacyjny – Sochaczew – Radzymin – Mińsk Mazowiecki     | 191 km          |          |
| S51                | Olsztyn (S16) – Olsztynek (S7)                                             | 34 km           |          |
| S52                | → Těšín – Skoczów – Bílsko-Bělá (S1) – Głogoczów ... Krakov okruh          | 142,9 km        |          |
| S61                | Ostrów Mazowiecka (S8) – Budzisko →                                        | 247,5 km        |          |
| S74                | Sulejów (S12) – Nisko (S19)                                                | 192,2 km        |          |
| S79                | Varšava-Lotnisko (S2) – Varšava-Marynarska                                 | 4,3 km          |          |
| S86                | Sosnovec – Katovice                                                        | 6,8 km          |          |

## Zpoplatnění
Pro vozidla do 3,5 tuny jsou všechny rychlostní silnice, dálnice A6, A8, A18 a částečně i A1, A2 a A4 bez poplatku, zatímco na některých úsecích dálnic A1, A2 a A4 se platí dálniční poplatky v mýtných branách podle ujetých kilometrů.. Pro vozidla nad 3,5 tuny platí elektronické mýto e-TOLL.

## Další mapy

Mapa všech hotových, stavěných i plánovaných úseků dálnic (silně) a rychlostních silnic (slabě)
Výstavba sítě dálnic a rychlostních silnic